# فرانك لاتيمر
فرانك لاتيمر (بالإنجليزية: Frank Latimer)‏ (3 أكتوبر 1923 في المملكة المتحدة - 1994 بدورهام، إنجلترا في المملكة المتحدة) هو لاعب كرة قدم بريطاني (وحمل سابقاً جنسية المملكة المتحدة لبريطانيا العظمى وأيرلندا) في مركزي مهاجم داخلي وقلب الدفاع. لعب مع إبسفليت يونايتد ونادي برينتفورد وسنوداون كولياري ولفير ‏.